# C'est la vie (DJ Tayone)
C'est la vie è un singolo del DJ producer italiano TY1, pubblicato l'8 novembre 2019 come primo estratto dal sesto album in studio Djungle.

## Descrizione
Il brano è stato realizzato con la partecipazione vocale del rapper francese Dosseh e  del rapper italiano Capo Plaza.

## Video musicale
Il video è stato reso disponibile il 12 novembre 2019 attraverso il canale YouTube di TY1.

## Tracce
1. C'est la vie (feat. Dosseh e Capo Plaza) – 3:08

## Classifiche
| Classifica (2019) | Posizione massima |
| ----------------- | ----------------- |
| Italia            | 40                |